# Brahim Lahlafi
Brahim Lahlafi (15 april 1968) is een voormalige Marokkaanse langeafstandsloper. Gedurende zijn hele carrière vertegenwoordigde hij Marokko. Op 6 april 2002 nam hij de Franse nationaliteit aan en op 15 maart 2007 kreeg hij weer de Marokkaanse nationaliteit.

## Loopbaan
In 1995 werd Lahlafi vijfde op de wereldkampioenschappen veldlopen en in 1998 werd hij op de Afrikaanse Spelen tweede op het onderdeel 5000 m. Zijn grootste prestatie is het halen van een bronzen medaille op de 5000 m tijdens de Olympische Spelen van Sydney in 2000 achter Millon Wolde (goud) en Ali Saïdi-Sief (zilver).
Lahlafi won de Dam tot Damloop tweemaal: in 1990 in een tijd van 46.51 en in 1998 in 45.24.
In 2007 probeerde Brahim Lahlafi een comeback te maken bij de wegatletiek en wekte daarbij hoge verwachtingen door 1:01.00 te lopen op de halve marathon van Parijs. Deze verwachtingen kwamen vooralsnog echter niet uit op de hele marathon van Parijs, waarin hij als dertiende finishte in een tijd van 2:15.09.

## Persoonlijke records
Baan
| Onderdeel   | Prestatie | Datum            | Plaats   |
| ----------- | --------- | ---------------- | -------- |
| 1500 m      | 3.43,2    | 8 juni 1996      | Meknes   |
| 3000 m      | 7.28,94   | 4 augustus 1999  | Monaco   |
| 2 Eng. mijl | 8.16,11   | 24 augustus 1994 | Göteborg |
| 5000 m      | 12.49,28  | 25 augustus 2000 | Brussel  |
| 10.000 m    | 27.43,05  | 25 augustus 1995 | Brussel  |

Weg
| Onderdeel      | Prestatie | Datum             | Plaats       |
| -------------- | --------- | ----------------- | ------------ |
| 15 km          | 42.39     | 27 april 1997     | La Courneuve |
| 10 Eng. mijl   | 45.25     | 20 september 1998 | Zaandam      |
| 20 km          | 59.17     | 1 mei 2007        | Maroilles    |
| halve marathon | 1:01.00   | 11 maart 2007     | Parijs       |
| marathon       | 2:15.09   | 15 april 2007     | Parijs       |

## Palmares

### 3000 m
- 1998:  Afrikaanse kamp. - 8.05,00
- 1998: 6e Grand Prix Finale - 7.52,44
- 2000: 6e Grand Prix Finale - 7.47,83

### 5000 m
- 1994: 5e Grand Prix Finale - 13.15,46
- 1994:  Jeux de la Francophonie - 13.25,91
- 1994:  Wereldbeker - 13.27,96
- 1995: 5e WK - 13.18,89
- 1996: 8e OS - 13.13,26
- 1999: 4e WK - 12.59,09
- 2000:  OS - 13.36,47

### 15 km
- 2006:  Montferland Run - 43.59

### 10 Eng. mijl
- 1990:  Dam tot Damloop - 46.51
- 1991: 5e Dam tot Damloop - 46.59
- 1995: 4e Dam tot Damloop - 46.25
- 1996:  Dam tot Damloop - 46.14
- 1997:  Dam tot Damloop - 46.15
- 1998:  Dam tot Damloop - 45.24
- 2006: 4e Dam tot Damloop - 47.00

### marathon
- 2007: 13e marathon van Parijs - 2:15.09

### veldlopen
- 1987: 54e WK voor junioren - 24.09
- 1990: 30e WK (lange afstand) - 35.21
- 1993: 11e WK (lange afstand) - 33.46
- 1995: 5e WK (lange afstand) - 34.34
- 1998: 17e WK (lange afstand) - 35.20

### Golden League-podiumplekken
3000 m
- 1999:  Herculis – 7.28,94
- 2000:  ISTAF – 7.31,98

5000 m
- 2000:  Memorial Van Damme – 12.49,28

### overige afstanden
- 1997:  4 Mijl van Groningen - 18.39